# 普羅海特-蘇-摩爾斯常數
普羅海特-蘇-摩爾斯常數（Prouhet–Thue–Morse constant）是數學中的常數，符號為{\displaystyle \tau }，得名自
歐仁·普羅海特、阿克塞尔·图厄及馬斯頓·摩斯，其二進制.01101001100101101001011001101001...為蘇-摩爾斯數列，也就是
{\displaystyle \tau =\sum _{i=0}^{\infty }{\frac {t_{i}}{2^{i+1}}}=0.412454033640\ldots }
其中{\displaystyle t_{i}}為蘇-摩爾斯數列中的第i個元素。
{\displaystyle t_{i}}的其生成級數為：
{\displaystyle \tau (x)=\sum _{i=0}^{\infty }(-1)^{t_{i}}\,x^{i}={\frac {1}{1-x}}-2\sum _{i=0}^{\infty }t_{i}\,x^{i}}
可以表示為
{\displaystyle \tau (x)=\prod _{n=0}^{\infty }(1-x^{2^{n}}).}
這是弗賓納斯多項式的乘積，因此可以推廣到任意的域。
普羅海特-蘇-摩爾斯常數已由库尔特·马勒在1929年證明是超越數。

## 腳註
1. ↑  Mahler, Kurt. . Math. Annalen. 1929, 101: 342–366. JFM 55.0115.01. doi:10.1007/bf01454845.

## 外部連結
- Sloane, N.J.A. (编). . The On-Line Encyclopedia of Integer Sequences. OEIS Foundation.
- The ubiquitous Prouhet-Thue-Morse sequence （页面存档备份，存于）, John-Paull Allouche and Jeffrey Shallit, (undated, 2004 or earlier) provides many applications and some history
- PlanetMath entry （页面存档备份，存于）